# Opština Apatin
Opština Apatin (v srbské cyrilici Општина Апатин, maďarsky Apatin község) je základní jednotka územní samosprávy v autonomní oblasti Vojvodina na severu Srbska. V roce 2011 zde žilo 28 929 obyvatel. Sídlem správy opštiny je město Apatin.
Území opštiny hraničí na severu s opštinou Sombor, na jihovýchodě s opštinou Odžaci a na západě přes řeku Dunaj s Chorvatskem.
Obyvatelstvo na území opštiny Apatin je národnostně smíšené. Podle údajů ze sčítání lidu z roku 2011 ho tvoří Srbové (62,79 %), Maďaři (10,72 %), Chorvati (10,42 %), Rumuni (3,97 %) a další národnosti (cca okolo 8 % obyvatelstva).

## Sídla
V opštině se nachází celkem 5 sídel:
- Apatin
- Kupusina
- Prigrevica
- Svilojevo
- Sonta